# Jorge Cafrune
Jorge Antonio Cafrune Herrera, popularmente conocido como el Turco Cafrune (El Carmen, 8 de agosto de 1937-Benavídez, 1 de febrero de 1978), fue un cantante folclórico y músico argentino. También fue investigador, recopilador y difusor de la cultura nativa de su país.

## Biografía
Jorge Antonio Cafrune Herrera nació en el seno de una familia argentina de típicas costumbres gauchescas y antepasados de orígenes árabes, en la que sus abuelos eran inmigrantes provenientes de Siria y el Líbano arraigados desde jóvenes en Argentina y dedicados al comercio de telas y otras tareas. Sus padres fueron José Jorge Cafrune y Matilde Argentina Herrera. Recibió el apodo de «el Turco» tal y como llamaban a su padre, un popular gaucho de la región que cantaba bagualas y supo protagonizar duros duelos criollos. La Guía Assalam del Comercio Sirio-libanés de 1927-1928 lista un almacén de ramos generales propiedad de su padre en San Pedro de Jujuy unos años antes de su nacimiento.
Nació en la finca «La Matilde» de El Sunchal, cerca de El Carmen, provincia de Jujuy. Cursó sus estudios secundarios en San Salvador de Jujuy mientras tomaba clases de guitarra con Nicolás Lamadrid.

## Carrera artística
En su juventud, Cafrune se trasladó con toda su familia a Salta, y allí conoció a Luis Alberto Valdez, José Eduardo Sauad, Tomás Campos y Gilberto Vaca, con quienes formó su primer grupo: Las Voces del Huayra. Con esta formación grabó en 1957 su primer disco de acetato, en la compañía discográfica salteña H. y R. En esa época fueron «descubiertos» por Ariel Ramírez, quien los convocó para acompañarlo en una gira por Mar del Plata y varias provincias. Luego Cafrune y Valdez fueron convocados al servicio militar obligatorio y el grupo alternó su formación original con reemplazos de José Eduardo Sauad y Luis Adolfo Rodríguez. Estos nuevos integrantes formarían parte de la formación que ese mismo año grabó un disco de 12 temas para el sello Columbia. Más tarde serían convocados para grabar un segundo disco para la misma compañía, pero desacuerdos entre los integrantes llevaron finalmente a la disolución del grupo.
Ante una nueva convocatoria de Ramírez, Cafrune junto a Tomás Campos, Gilberto Vaca  y Javier Pantaleón, forman un nuevo grupo, «Los Cantores del Alba». Luego de esa presentación, Cafrune decide continuar su camino en solitario y abandona el nuevo grupo. En esta nueva etapa debutó en 1960 en el Centro Argentino de la ciudad de Salta para emprender inmediatamente después una larga gira que lo llevaría por las provincias de Chaco, Corrientes, Entre Ríos y Buenos Aires. Ante una tibia recepción en la Capital argentina, donde no consiguió lugar ni en radio ni televisión, decidió continuar la gira por Uruguay y Brasil. En el primero lograría su debut televisivo, en el Canal 4 del país oriental.
En 1962 regresa a Capital y contacta a Jaime Dávalos, que tenía un programa de televisión. Este le dice que debería probar suerte en el Festival de Cosquín. Cafrune viaja a la ciudad cordobesa y consigue un lugar para actuar fuera de cartel, consagrándose por elección del público como primera revelación. Luego vendría el primer disco en solitario y la consagración definitiva con nuevas presentaciones en radio, televisión y teatros, además de largas giras en las que siempre prefería los pueblos pequeños a las grandes ciudades. Fue en uno de esos pueblitos, Huanguelén, en la provincia de Buenos Aires, donde conoció y promovió a un joven cantor llamado José Larralde. En este período también siguió presentándose cada año en Cosquín y allí, en 1965, sin conocimiento de la organización, presentó a una cantante tucumana llamada Mercedes Sosa.
En 1967 presenta la gira «De a caballo por mi Patria», en homenaje al Chacho Peñaloza. En esta gira Cafrune recorrió el país al estilo de los viejos gauchos, llevando su arte y su mensaje a todos los rincones. Sus objetivos también incluían captar los paisajes a través de la fotografía y la filmación de cortometrajes televisivos, además de la recopilación de datos sobre las formas de vida, costumbres, cultura y tradición de las diversas regiones. La gira fue ruinosa para su economía, pero fue un gran éxito si se tienen en cuenta los verdaderos objetivos que se habían propuesto.

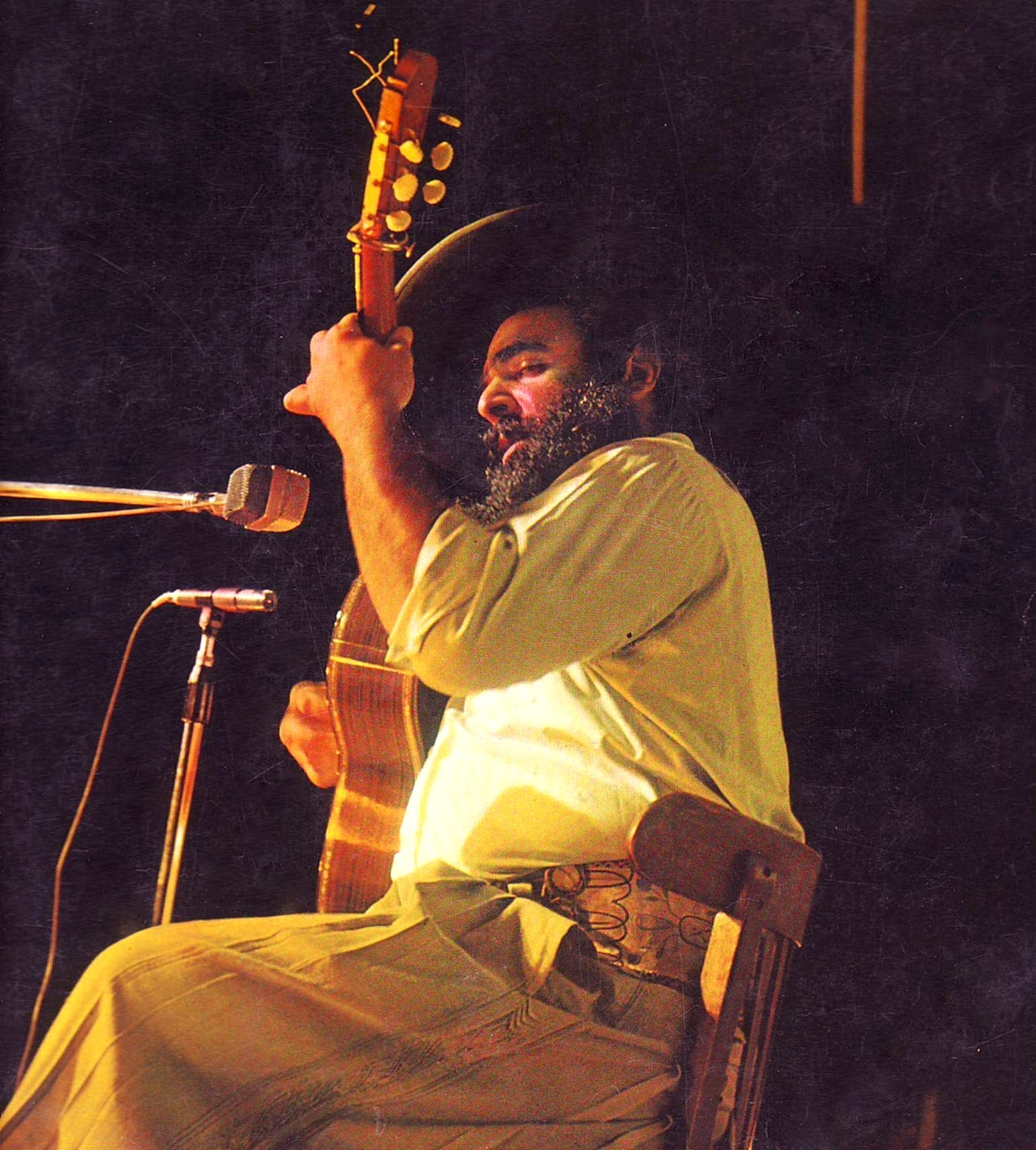
Cafrune durante una presentación, a comienzos de los años setenta.

Entre 1972 y 1974, Jorge Cafrune formó un dúo con el entonces niño Marito (1960-) con quien grabó discos e hizo varias giras por el país, España y Francia.
Al finalizar esta gira, Cafrune fue convocado para integrar unas comitivas artísticas argentinas que visitaron los Estados Unidos y España. El éxito en la península ibérica fue fabuloso, y Cafrune llegó a radicarse allí por varios años, formando familia con Lourdes López Garzón.
Su retorno al país fue en 1977, cuando falleció su padre. Eran tiempos difíciles para toda la nación, ya que el gobierno de Isabel Perón había sido derrocado por un golpe de Estado y estaba en manos de la última dictadura cívico-militar argentina (1976-1983), encabezada entonces por Jorge Rafael Videla. A diferencia de otros artistas comprometidos, que se exiliaron cuando comenzaron las amenazas y las prohibiciones, Cafrune, quien era reconocido por su afinidad al Peronismo, decidió quedarse y seguir haciendo lo que mejor sabía hacer: cantar y opinar, cantando y haciendo. Fue así cuando en el festival de Cosquín de enero de 1978 su público le pidió una canción que por entonces estaba prohibida, «Zamba de mi esperanza». Cafrune accedió mientras declaraba: «Aunque no está en el repertorio autorizado, si mi pueblo me la pide, la voy a cantar». Según un testimonio de Teresa Celia Meschiati, eso fue demasiado para los militares, y en el tristemente célebre centro de concentración clandestino cordobés de La Perla, el entonces teniente primero Carlos Enrique Villanueva opinó que «había que matarlo [a Cafrune] para prevenir a los otros».

## Fallecimiento
El 31 de enero de 1978, a modo de homenaje a José de San Martín, Cafrune emprendió una travesía a caballo para llevar desde Plaza de Mayo hasta Yapeyú, lugar de nacimiento del libertador, un cofre con tierra de Boulogne-sur-Mer, lugar de su fallecimiento. Esa noche, a poco de salir, fue embestido a la altura de Benavídez (partido de Tigre) por una camioneta Dodge D-100 de 1967, conducida por un joven de 19 o 20 años, Héctor Emilio Díaz. Cafrune falleció ese mismo día a la medianoche, contando tan solo 40 años de edad.
Si bien se creyó —y aún se cree— que la muerte de Cafrune habría sido en realidad un asesinato planificado por parte de la dictadura militar (y ordenado por el coronel Carlos Enrique Villanueva), el hecho nunca fue esclarecido y quedó como un accidente rodeado de sospechas.
Enterrado inicialmente en el Cementerio de la Chacarita, cinco años después, al vencerse el plazo de concesión de nicho, fue incinerado y sus cenizas entregadas a sus hijas.

## Vida privada
Cafrune fue padre de seis hijos: Yamila, Victoria, Zorayda Delfina y Eva Encarnación de su primer matrimonio con Marcelina Amalia Gallardo y Facundo y Macarena de su segunda pareja, la española Lourdes López.

## Discografía
Esta es la discografía oficial de Jorge Cafrune editada en Argentina. Incluye álbumes de estudio, long-plays y álbumes recopilatorios.

### Álbumes de estudio
| Título                                                                         | Año  | Compañía |
| ------------------------------------------------------------------------------ | ---- | -------- |
| Las voces de Huayra                                                            | 1957 | Columbia |
| Folklore                                                                       | 1962 | H. y R.  |
| Tope puestero                                                                  | 1962 | H. y R.  |
| Cafrune                                                                        | 1962 | H. y R.  |
| Jorge Cafrune                                                                  | 1962 | H. y R.  |
| Emoción, canto y guitarra                                                      | 1964 | CBS      |
| Cuando llegue el alba                                                          | 1964 | CBS      |
| Que seas vos                                                                   | 1964 | CBS      |
| Ando cantándole al viento y no sólo por cantar                                 | 1965 | CBS      |
| El Chacho, Vida y obra de un caudillo                                          | 1965 | CBS      |
| La Independencia                                                               | 1966 | CBS      |
| Yo digo lo que siento                                                          | 1966 | CBS      |
| Jorge Cafrune                                                                  | 1967 | CBS      |
| Yo he visto cantar al viento                                                   | 1968 | CBS      |
| Este destino cantor                                                            | 1969 | CBS      |
| Zamba por vos                                                                  | 1969 | CBS      |
| Jorge Cafrune interpreta a José Pedroni                                        | 1970 | CBS      |
| Lindo haberlo vivido para poderlo contar                                       | 1971 | CBS      |
| Labrador del canto                                                             | 1971 | CBS      |
| Yo le canto al Paraguay                                                        | 1971 | CBS      |
| Virgen india (con Marito)                                                      | 1972 | CBS      |
| Aquí me pongo a contar… Cosas del Martín Fierro                                | 1972 | CBS      |
| De mi madre (con Marito)                                                       | 1972 | CBS      |
| De lejanas tierras. Jorge Cafrune le canta a Eduardo Falú y Atahualpa Yupanqui | 1972 | CBS      |
| La vuelta del Montonero                                                        | 1973 | CBS      |
| La vuelta de Jorge Cafrune                                                     | 1974 | CBS      |
| Siempre se vuelve                                                              | 1975 | CBS      |
| Jorge Cafrune en las Naciones Unidas                                           | 1976 |          |

### Long-Plays
| Título                       | Año  | Compañía    | Ref   |
| ---------------------------- | ---- | ----------- | ----- |
| La Muerte del Minero         | 1976 | CBS Records | [ 5 ] |
| El Mundo de Jorge Cafrune    | 1977 | CBS Records | [ 6 ] |
| Jorge Cafrune                | 1978 | Satosa      | [ 7 ] |
| Voz y Alma con Jorge Cafrune | 1984 | Iberson     | [ 8 ] |

### Álbumes recopilatorios
| Título                             | Año  | Compañía         | Ref    |
| ---------------------------------- | ---- | ---------------- | ------ |
| Jorge Cafrune 20 Grandes Canciones | 1991 | Sony Music       | [ 9 ]  |
| Mis 30 mejores canciones (2 CD)    | 1999 | Sony Music       | [ 10 ] |
| Grandes del Folklore               | 2003 | Sony Music       |        |
| Grandes del Folklore vol 2.        | 2004 | Sony Music       | [ 11 ] |
| Cantor de Pueblo                   | 2010 | Columbia Records | [ 12 ] |
| 20 Éxitos Originales               | 2012 | Columbia Records | [ 13 ] |

## Filmografía
| Título                       | Año  | Director                        |
| ---------------------------- | ---- | ------------------------------- |
| Cosquín, amor y folklore     | 1965 | Delfor María Beccaglia          |
| Ya tiene comisario el pueblo | 1967 | Enrique Carreras                |
| El cantor enamorado          | 1969 | Juan Antonio Serna              |
| Argentinísima                | 1972 | Fernando Ayala y Héctor Olivera |
| El canto cuenta su historia  | 1976 | Fernando Ayala y Héctor Olivera |